# Гудьонсен, Свейдн
Свейдн Арон Гудьонсен (исл. Sveinn Aron Guðjohnsen; род. 12 мая 1998, Рейкьявик) — исландский футболист, нападающий клуба «Ганза» и национальной сборной Исландии.

## Клубная карьера
Начинал заниматься футболом в испанской «Барселоне», где в то время играл его отец. Затем некоторое время провёл в молодёжной структуре другого каталонского клуба — «Гава». В начале 2015 года перешёл в исландский «Коупавогюр», выступающий в первой лиге. 7 июля 2015 года впервые попал в заявку клуба на матч чемпионата против «Фьярдабиггда», но остался в запасе. Дебютировал за основную команду в официальной встрече 6 мая 2016 года в игре с «Кеблавиком».
Летом 2016 года перешёл в «Валюр». В его составе 24 июля впервые сыграл в чемпионате Исландии, выйдя на поле в гостевой встрече с «Фьолниром». В этом же сезоне вместе с клубом дошёл до финала кубка страны. В решающем матче Гудьонсен остался в запасе, а его команда обыграла соперника со счётом 2:0. В июне следующего года дебютировал в еврокубках матчем первого квалификационного раунда Лиги Европы УЕФА против латвийского «Вентспилса». Следующие полтора года провёл в ещё одном исландском клубе — «Брейдаблике».
26 июля 2018 года перешёл в клуб итальянской Серии B — «Специю». Спустя два месяца после перехода провёл первую игру за новый клуб. В матче чемпионата с «Карпи» исландец появился на поле на 59-й минуте вместо автора одного из голов Андрея Голубинова. Вторую часть сезона провёл на правах аренды в «Равенне», за которую сыграл 11 матчей и забил один гол в Серии C. В сентябре 2020 года отправился в аренду в датский «Оденсе».
14 августа 2021 года перешёл в шведский «Эльфсборг», подписав с клубом контракт на три с половиной года. 22 августа дебютировал за клуб в чемпионате Швеции в игре с «Хаммарбю», заменив на 85-й минуте Фредрика Хольста.

## Карьера в сборной
Выступал за юношеские и молодёжные сборные Исландии. В составе сборной до 21 года принимал участие в молодёжном чемпионате Европы, где сыграл в двух матчах на групповом этапе. В игре с Россией забил единственный гол своей команды.
В марте 2021 года был впервые вызван в национальную сборную Исландии, где 31 марта дебютировал в её составе в отборочном матче к чемпионату мира с Лихтенштейном.

## Личная жизнь
Отец, Эйдур, и дед, Арнор, в прошлом футболисты, выступали за национальную сборную Исландии. Младшие братья Андри и Даниэль также являются профессиональными футболистами.

## Достижения
Валюр:
- Обладатель Кубка Исландии: 2016
- Обладатель Суперкубка Исландии: 2017

## Клубная статистика
| Выступление      | Выступление      | Выступление      | Лига | Лига | Кубки | Кубки | Конт. кубки | Конт. кубки | Разное | Разное | Итого | Итого |
| Клуб             | Лига             | Сезон            | Игры | Голы | Игры  | Голы  | Игры        | Голы        | Игры   | Голы   | Игры  | Голы  |
| ---------------- | ---------------- | ---------------- | ---- | ---- | ----- | ----- | ----------- | ----------- | ------ | ------ | ----- | ----- |
| Коупавогюр       | Первая лига      | 2016             | 10   | 5    | 1     | 0     | 0           | 0           | 0      | 0      | 11    | 5     |
| Коупавогюр       | Итого            | Итого            | 10   | 5    | 1     | 0     | 0           | 0           | 0      | 0      | 11    | 5     |
| Валюр            | Избранная лига   | 2016             | 6    | 0    | 1     | 0     | 0           | 0           | 0      | 0      | 7     | 0     |
| Валюр            | Избранная лига   | 2017             | 6    | 1    | 2     | 0     | 3           | 0           | 1      | 0      | 12    | 1     |
| Валюр            | Итого            | Итого            | 12   | 1    | 3     | 0     | 3           | 0           | 1      | 0      | 19    | 1     |
| Брейдаблик       | Избранная лига   | 2017             | 10   | 2    | 0     | 0     | 0           | 0           | 0      | 0      | 10    | 2     |
| Брейдаблик       | Избранная лига   | 2018             | 12   | 3    | 2     | 1     | 0           | 0           | 0      | 0      | 14    | 4     |
| Брейдаблик       | Итого            | Итого            | 22   | 5    | 2     | 1     | 0           | 0           | 0      | 0      | 24    | 6     |
| Специя           | Серия B          | 2018/19          | 8    | 0    | 0     | 0     | 0           | 0           | 0      | 0      | 8     | 0     |
| Специя           | Серия B          | 2019/20          | 15   | 5    | 1     | 1     | 0           | 0           | 0      | 0      | 16    | 6     |
| Специя           | Итого            | Итого            | 23   | 5    | 1     | 1     | 0           | 0           | 0      | 0      | 24    | 6     |
| → Равенна        | Серия C          | 2018/19          | 11   | 1    | 0     | 0     | 0           | 0           | 0      | 0      | 11    | 1     |
| → Равенна        | Итого            | Итого            | 11   | 1    | 0     | 0     | 0           | 0           | 0      | 0      | 11    | 1     |
| → Оденсе         | Суперлига        | 2020/21          | 13   | 1    | 2     | 1     | 0           | 0           | 0      | 0      | 15    | 2     |
| → Оденсе         | Итого            | Итого            | 13   | 1    | 2     | 1     | 0           | 0           | 0      | 0      | 15    | 2     |
| Эльфсборг        | Алльсвенскан     | 2021             | 11   | 3    | 1     | 0     | 1           | 0           | 0      | 0      | 13    | 3     |
| Эльфсборг        | Алльсвенскан     | 2022             | 10   | 3    | 4     | 2     | 0           | 0           | 0      | 0      | 14    | 5     |
| Эльфсборг        | Итого            | Итого            | 21   | 6    | 5     | 2     | 1           | 0           | 0      | 0      | 27    | 8     |
| Всего за карьеру | Всего за карьеру | Всего за карьеру | 112  | 24   | 14    | 5     | 4           | 0           | 1      | 0      | 131   | 29    |

## Статистика в сборной
| Матчи и голы Свейдна Гудьонсена за национальную сборную Исландии | Матчи и голы Свейдна Гудьонсена за национальную сборную Исландии | Матчи и голы Свейдна Гудьонсена за национальную сборную Исландии | Матчи и голы Свейдна Гудьонсена за национальную сборную Исландии | Матчи и голы Свейдна Гудьонсена за национальную сборную Исландии | Матчи и голы Свейдна Гудьонсена за национальную сборную Исландии |
| №                                                                | Дата                                                             | Оппонент                                                         | Счёт                                                             | Голы                                                             | Соревнование                                                     |
| ---------------------------------------------------------------- | ---------------------------------------------------------------- | ---------------------------------------------------------------- | ---------------------------------------------------------------- | ---------------------------------------------------------------- | ---------------------------------------------------------------- |
| 1                                                                | 31 марта 2021                                                    | Лихтенштейн                                                      | 4:1                                                              | 0                                                                | Отборочные матчи ЧМ-2022                                         |
| 2                                                                | 29 мая 2021                                                      | Мексика                                                          | 1:2                                                              | 0                                                                | Товарищеский матч                                                |
| 3                                                                | 4 июня 2021                                                      | Фарерские острова                                                | 1:0                                                              | 0                                                                | Товарищеский матч                                                |
| 4                                                                | 8 июня 2021                                                      | Польша                                                           | 2:2                                                              | 0                                                                | Товарищеский матч                                                |
| 5                                                                | 8 октября 2021                                                   | Армения                                                          | 1:1                                                              | 0                                                                | Отборочные матчи ЧМ-2022                                         |
| 6                                                                | 11 октября 2021                                                  | Лихтенштейн                                                      | 4:0                                                              | 0                                                                | Отборочные матчи ЧМ-2022                                         |
| 7                                                                | 11 ноября 2021                                                   | Румыния                                                          | 0:0                                                              | 0                                                                | Отборочные матчи ЧМ-2022                                         |
| 8                                                                | 14 ноября 2021                                                   | Северная Македония                                               | 1:3                                                              | 0                                                                | Отборочные матчи ЧМ-2022                                         |
| 9                                                                | 12 января 2022                                                   | Уганда                                                           | 1:1                                                              | 0                                                                | Товарищеский матч                                                |
| 10                                                               | 15 января 2022                                                   | Республика Корея                                                 | 1:5                                                              | 1                                                                | Товарищеский матч                                                |
| 11                                                               | 26 марта 2022                                                    | Финляндия                                                        | 1:1                                                              | 0                                                                | Товарищеский матч                                                |
| 12                                                               | 29 марта 2022                                                    | Испания                                                          | 0:5                                                              | 0                                                                | Товарищеский матч                                                |
| 13                                                               | 2 июня 2021                                                      | Израиль                                                          | 2:2                                                              | 0                                                                | Лига наций УЕФА 2022/2023                                        |
| 14                                                               | 6 июня 2021                                                      | Албания                                                          | 1:1                                                              | 0                                                                | Лига наций УЕФА 2022/2023                                        |

Итого:14 матчей и 1 гол; 3 победы, 7 ничьих, 4 поражения.